# ボビーZ
『ボビーZ』（原題: The Death and Life of Bobby Z）は、2007年にアメリカで公開されたアクション映画。ドン・ウィンズロウの小説『ボビーZの気怠く優雅な人生』（原題は同じくThe Death and Life of Bobby Z）を原作にしている。

## ストーリー
ティム・カーニーはコンビニに行った友人を車で待っていた。コンビニから友人が戻ってきたが、友人はコンビニ強盗をしていたのだった。ティム・カーニーは強盗の共犯として逮捕され、矯正プログラムとして海兵隊に入れられる。ところが、理不尽な上官に暴力を振るってしまい、今度は刑務所に入れられてしまう。さらに、刑務所で暴走族ギャングのいじめに挑戦しそのリーダーを殺害してしまう。これにより、暴走族ギャングからの報復に怯えなけらばならなくなったと同時に、三振法（3回有罪となると無期懲役となるという法律）で無期懲役となってしまった。そんな彼の前に麻薬取締局のクルーズ捜査官が現れ、囮捜査に協力すれば罪を帳消しにするという驚きの提案を持ちかける。これを承諾したカーニーだったが、その囮捜査とは伝説の麻薬ディーラー「ボビーZ」になりすまして、メキシコの麻薬ディーラーと取引きをするという危険なものだった。カーニーは一か八か、この危険な賭けに挑むのだが、取引現場でなぜかクルーズ捜査官がカーニーを狙撃するのであった。狙撃をかわしたカーニーは麻薬ディーラーたちにメキシコのアジトに連れて行かれる。麻薬ディーラーたちにボビーZの偽物とばれないようにカーニーは振る舞うが、「麻薬ディーラーのボスはアジトに戻ってきたらボビーＺを殺そうとしている」とボビーZの情婦から聞かされアジトを逃亡する。彼は、カーニーとして刑務所で殺した暴走族ギャングの仲間、ボビーZとして麻薬ディーラー、そしてボビーZの身代わりとしてクルーズ捜査官と、多方面から命を狙われることになってしまう。

## 登場人物
ティム・カーニー
演 - ポール・ウォーカー
冤罪から様々な体験をすることとなった男。これまでの罪を帳消しにする代わりに囮捜査を引き受ける。
タッド・クルーズ
演 - ローレンス・フィッシュバーン
麻薬取締局の捜査官。ティムに囮捜査を持ち掛ける。
ボビーZ
演 - ジェイソン・ルイス
伝説の麻薬ディーラー。
エリザベス
演 - オリヴィア・ワイルド
ボビーZの元恋人。
ジョンソン
演 - キース・キャラダイン
エリザベスとブライアンの部下。
ブライアン
演 - ジェイソン・フレミング
ワテロの部下。
ドン・ワテロ
演 - ジョアキム・デ・アルメイダ
メキシコを牛耳ってる麻薬ディーラー。ボビーZとの取引の仲介を要求する。
キット
演 - J・R・ビリャレアル
エリザベスとボビーZの息子。6歳。
モンク
演 - ジョシュ・スチュワート
ボビーZの仲間。
ブンブン
演 - M・C・ゲイニー
ギャング。
マッドドッグ
演 - チャック・リデル
ギャングのリーダー。服役中。正当防衛でティムに殺害される。

## キャスト
| 役名             | 俳優                         | 日本語吹替 |
| ---------------- | ---------------------------- | ---------- |
| ティム・カーニー | ポール・ウォーカー           | 森川智之   |
| タッド・クルーズ | ローレンス・フィッシュバーン | 石塚運昇   |
| ボビーZ          | ジェイソン・ルイス           | 藤井啓輔   |
| エリザベス       | オリヴィア・ワイルド         | 佐古真弓   |
| ジョンソン       | キース・キャラダイン         | 浦山迅     |
| ブライアン       | ジェイソン・フレミング       |            |
| ドン・ワテロ     | ジョアキム・デ・アルメイダ   | 有本欽隆   |
| キット           | J・R・ビリャレアル           | 相田さやか |
| モンク           | ジョシュ・スチュワート       | 加瀬康之   |
| ブンブン         | M・C・ゲイニー               | 斎藤志郎   |
| マッドドッグ     | チャック・リデル             | 江川央生   |
| ヒッピーの語り手 | ブルース・ダーン             | 浦山迅     |